# Champagnat-le-Jeune
Champagnat-le-Jeune é uma comuna francesa na região administrativa de Auvérnia-Ródano-Alpes, no departamento Puy-de-Dôme. Estende-se por uma área de 9,15 km². Em 2010 a comuna tinha 152 habitantes (densidade: 16,6 hab./km²).